# Michael Kohn
Michael Kohn (* 23. Dezember 1925 in Zürich; † 7. September 2018 ebenda) war ein Schweizer Ingenieur, Lobbyist und Unternehmer. Sein Engagement für die Kernenergie in der Schweiz brachte ihm den Spitznamen «Atompapst» ein.

## Leben
Michael Kohn schloss 1948 sein Studium an der ETH Zürich als diplomierter Bauingenieur ab, wo er danach eine Arbeit in der Forschung annahm. 1953 wurde er Projektingenieur beim Energieunternehmen Motor-Columbus AG, dessen Direktion er elf Jahre später übernahm. Er war auch Leiter von Staudammprojekten.
Ende der 1950er-Jahre war er mehrere Jahre in Israel als Bauleiter eines Kanalsystems, das Wasser von der Region des Sees Genezareth in den trockenen Süden des Landes führt (National Water Carrier) – ein vom Bund politisch unterstütztes Vorhaben, an dem sich auch Schweizer Firmen beteiligten.
Ab 1964 sass er im Verwaltungsrat von Motor Columbus und führte diesen von 1975 bis 1985 als Präsident. Zu dieser Zeit präsidierte er auch den Verwaltungsrat der Aare-Tessin AG für Elektrizität Atel und war somit Geschäftsleiter des Kernkraftwerks Gösgen, wegen seines öffentlichen Engagements erklärtes Feindbild der Atomkraftgegner.
Ab 1974 leitete er vier Jahre lang die Eidgenössische Kommission für die Gesamtenergiekonzeption (GEK), was auf erhebliche Kritik stiess. Er war ein bedeutender Lobbyist für die Strommarktliberalisierung der Schweiz und befürwortete den Bau neuer Kernkraftwerke.
Von 1988 bis 1992 war Michael Kohn Präsident des Schweizerischen Israelitischen Gemeindebundes (SIG). Nach seiner Pensionierung war er tätig im von ihm präsidierten Arbeitskreis Kapital und Wirtschaft (akw.), einer Vereinigung für liberale Stellungnahmen und Publikationen. Kohn begleitete Bundesrat Flavio Cotti als persönlicher Berater an den Erdgipfel in Rio 1992, vertrat auch an Klimakonferenzen die Positionen der Wirtschaft und arbeitete in den entsprechenden Kommissionen von Economiesuisse mit. Er präsidierte die Michael-Kohn-Stiftung, die u. a. Geld für Bedürftige jüdischen Glaubens sammelt. Die ETH Zürich verlieh ihm 1996 die Ehrendoktorwürde. 2015 sprach Kohns Stiftung eine halbe Million Franken für die Quantum-Engineering-Initiative der ETH Zürich.

## Publikationen (Auswahl)
- Energie- und Klimapolitik 2007 – Die 2000-Watt-Gesellschaft – Von der Faszination zu den Realitäten. Sonderdruck Schweizer Monatshefte, Mai 2007.
- Energieszene Schweiz. Verlag Neue Zürcher Zeitung, Zürich 1990, ISBN 3-85823-198-3.
- Ursula Koch, Michael Kohn / Patrizia Noémi Franchini (Hrsg.): Titanic oder Arche Noah: Gespräche zu Energie, Technik und Gesellschaft. Rauhreif, Zürich und Villigen 1987, ISBN 3-907764-07-2.
- Die schweizerische Gesamtenergiekonzeption: Grundzüge, Optionen, Konsequenzen, Kurzfassung. Kantonalbank von Bern, Bern 1979.